# Linger
Linger è un singolo della rock band The Cranberries, pubblicato nel 1993 su etichetta Island Records. È diventato uno dei maggiori successi del gruppo, raggiungendo il terzo posto nella hit-parade irlandese, l'ottavo in quella statunitense e la quattordicesima in quella del Regno Unito.

## Descrizione
Il brano, composto dai musicisti irlandesi Dolores O'Riordan e Noel Hogan, ha un arrangiamento acustico. 
Nel documentario '99 Love Life & Rock 'n' Roll, contenuto in Stars: The Best of 1992–2002 (DVD), O'Riordan spiega che la canzone si riferisce al suo primo bacio serio.
Il singolo è stato ripubblicato il 29 gennaio 1994. Nel 2017 la canzone è stata pubblicata in versione acustica nell'album Something Else della band.

## Accoglienza
Linger è stata inserita all'ottantaseiesimo posto della classifica stilata da VH1 per le migliori canzoni degli anni novanta.

## Video musicale
Il video è un tributo al film di Jean-Luc Godard, Alphaville, tradotto in italiano con il titolo Agente Lemmy Caution: missione Alphaville. Girato a Los Angeles in scala di grigi, è stato diretto da Melodie McDaniel. In una delle stanze dell'hotel viene proiettato un film muto che ha come protagonista la spogliarellista Blaze Starr degli anni Cinquanta.

## Tracce
UK 7" / cassette single
1. Linger (versione album) – 4:33
2. Reason – 2:01

UK 12" / CD single
1. Linger (versione singolo) – 4:33
2. Reason – 2:01
3. How (Radical mix) – 2:56

US / Canada CD single
1. Linger (versione album) – 4:34
2. Liar (versione non dell'album) – 2:21
3. Them (versione non dell'album) – 3:44
4. Reason (versione non dell'album) – 2:01
5. Linger/Dreams
6. Linger/Them

UK CD single (1994)
1. Linger (versione LP) – 4:33
2. Pretty – 2:16
3. Waltzing Back (live at The Record Plant, Hollywood) – 4:01
4. Pretty (live at The Record Plant, Hollywood) – 2:11

## Classifiche

### Classifiche settimanali
| Classifica (1993-94)      | Massima posizione |
| ------------------------- | ----------------- |
| Australia                 | 33                |
| Irlanda                   | 3                 |
| Nuova Zelanda             | 38                |
| Regno Unito               | 14                |
| Stati Uniti               | 8                 |
| Stati Uniti (airplay)     | 18                |
| Stati Uniti (alternative) | 4                 |
| Stati Uniti (mainstream)  | 7                 |

### Classifiche di fine anno
| Classifica (2024) | Posizione |
| ----------------- | --------- |
| Regno Unito       | 97        |

In Italia il brano è entrato, nella terza settimana del 2018, all'89º posto della classifica ufficiale italiana Top Singoli Fimi.

## Cover
La presentatrice televisiva brasiliana Angélica, famosa per la hit Vou de Táxi, ne ha incisa una nuova versione con il titolo Se a Gente Se Entender, con tanto di video musicale. La punk band Screeching Weasel, invece, ha inserito una cover della canzone nell'album Emo.

## Altri media
- La canzone è stata inserita come contenuto scaricabile nel videogioco Rock Band.
- La canzone è stata inserita nel videogioco Lips per Xbox 360, come contenuto scaricabile.
- La canzone è stata inserita nel film Cambia la tua vita con un click con Adam Sandler. Nella pellicola, Dolores O'Riordan effettua anche un cameo, interpretando proprio Linger.